# گروه استون
گروه استون (انگلیسی: Acteon Group) شرکت خدمات نفتی بریتانیایی است، که در سال ۲۰۰۴ تأسیس شد.